# Tonalapan
Tonalapan är en ort i Mexiko.   Den ligger i kommunen San Andrés Tuxtla och delstaten Veracruz, i den sydöstra delen av landet, 400 km öster om huvudstaden Mexico City. Tonalapan ligger 524 meter över havet och antalet invånare är 1 257.
Terrängen runt Tonalapan är huvudsakligen kuperad, men söderut är den platt. Runt Tonalapan är det ganska tätbefolkat, med 120 invånare per kvadratkilometer. Närmaste större samhälle är San Andres Tuxtla, 2,3 km söder om Tonalapan. Omgivningarna runt Tonalapan är en mosaik av jordbruksmark och naturlig växtlighet.